# Alí-Kuiú
Alí-Kuiú (en rus: Али-Кую) és un poble (un aül) del krai de Stàvropol, a Rússia, que en el cens del 2010 tenia 195 habitants. Pertany al districte rural de Kurskaia.